# Lijst van administratieve eenheden in Yên Bái
Deze lijst bevat een overzicht van administratieve eenheden in Yên Bái (Vietnam).

## Stad

### Thành phố Yên Bái
- Phường Đồng Tâm
- Phường Hồng Hà
- Phường Minh Tân
- Phường Nguyễn Phúc
- Phường Nguyễn Thái Học
- Phường Yên Ninh
- Phường Yên Thịnh
- Xã Âu Lâu
- Xã Giới Phiên
- Xã Hợp Minh
- Xã Minh Bảo
- Xã Nam Cường
- Xã Phúc Lộc
- Xã Tân Thịnh
- Xã Tuy Lộc
- Xã Văn Phú
- Xã Văn Tiến

## Thị xã

### Thị xã Nghĩa Lộ
- Phường Cầu Thia
- Phường Pú Trạng
- Phường Tân An
- Phường Trung Tâm
- Xã Nghĩa An
- Xã Nghĩa Lợi
- Xã Nghĩa Phúc

## Huyện

### HuyệnLục Yên
- Thị trấn Yên Thế
- Xã An Lạc
- Xã An Phú
- Xã Động Quan
- Xã Khai Trung
- Xã Khánh Hòa
- Xã Khánh Thiện
- Xã Lâm Thượng
- Xã Liễu Đô
- Xã Mai Sơn
- Xã Minh Chuẩn
- Xã Minh Tiến
- Xã Minh Xuân
- Xã Mường Lai
- Xã Phan Thanh
- Xã Phúc Lợi
- Xã Tân Lập
- Xã Tân Lĩnh
- Xã Tân Phương
- Xã Tô Mậu
- Xã Trúc Lâu
- Xã Trung Tâm
- Xã Vĩnh Lạc
- Xã Yên Thắng

### Huyện Mù Cang Chải
- Thị trấn Mù Cang Chải
- Xã Cao Phạ
- Xã Chế Cu Nha
- Xã Chế Tạo
- Xã Dế Xu Phình
- Xã Hồ Bốn
- Xã Khao Mang
- Xã Kim Nọi
- Xã La Pán Tẩn
- Xã Lao Chải
- Xã Mồ Dề
- Xã Nậm Có
- Xã Nậm Khắt
- Xã Púng Luông

### Huyện Trạm Tấu
- Thị trấn Trạm Tấu
- Xã Bản Công
- Xã Bản Mù
- Xã Hát Lừu
- Xã Làng Nhì
- Xã Pá Hu
- Xã Pá Lau
- Xã Phình Hồ
- Xã Tà Si Láng
- Xã Trạm Tấu
- Xã Túc Đán
- Xã Xà Hồ

### Huyện Trấn Yên
- Thị trấn Cổ Phúc
- Xã Báo Đáp
- Xã Bảo Hưng
- Xã Cường Thịnh
- Xã Đào Thịnh
- Xã Hòa Cuông
- Xã Hồng Ca
- Xã Hưng Khánh
- Xã Hưng Thịnh
- Xã Kiên Thành
- Xã Lương Thịnh
- Xã Minh Quân
- Xã Minh Quán
- Xã Minh Tiến
- Xã Nga Quán
- Xã Quy Mông
- Xã Tân Đồng
- Xã Vân Hội
- Xã Việt Cường
- Xã Việt Hồng
- Xã Việt Thành
- Xã Y Can

### Huyện Văn Chấn
- Thị trấn nông trường Liên Sơn
- Thị trấn nông trường Nghĩa Lộ
- Thị trấn nông trường Trần Phú
- Xã An Lương
- Xã Bình Thuận
- Xã Cát Thịnh
- Xã Chấn Thịnh
- Xã Đại Lịch
- Xã Đồng Khê
- Xã Gia Hội
- Xã Hạnh Sơn
- Xã Minh An
- Xã Nậm Búng
- Xã Nậm Lành
- Xã Nậm Mười
- Xã Nghĩa Sơn
- Xã Nghĩa Tâm
- Xã Phù Nham
- Xã Phúc Sơn
- Xã Sơn A
- Xã Sơn Lương
- Xã Sơn Thịnh
- Xã Sùng Đô
- Xã Suối Bu
- Xã Suối Giàng
- Xã Suối Quyền
- Xã Tân Thịnh
- Xã Thạch Lương
- Xã Thanh Lương
- Xã Thượng Bằng La
- Xã Tú Lệ

### Huyện Văn Yên
- Thị trấn Mậu A
- Xã An Bình
- Xã An Thịnh
- Xã Châu Quế Hạ
- Xã Châu Quế Thượng
- Xã Đại Phác
- Xã Đại Sơn
- Xã Đông An
- Xã Đông Cuông
- Xã Hoàng Thắng
- Xã Lâm Giang
- Xã Lang Thíp
- Xã Mậu Đông
- Xã Mỏ Vàng
- Xã Nà Hẩu
- Xã Ngòi A
- Xã Phong Du Hạ
- Xã Phong Du Thượng
- Xã Quang Minh
- Xã Tân Hợp
- Xã Viễn Sơn
- Xã Xuân Tầm
- Xã Xuân ái
- Xã Yên Hợp
- Xã Yên Hưng
- Xã Yên Phú
- Xã Yên Thái

### Huyện Yên Bình
- Thị trấn Thác Bà
- Thị trấn Yên Bình
- Xã Bạch Hà
- Xã Bảo ái
- Xã Cảm Ân
- Xã Cảm Nhân
- Xã Đại Đồng
- Xã Đại Minh
- Xã Hán Đà
- Xã Mông Sơn
- Xã Mỹ Gia
- Xã Ngọc Chấn
- Xã Phú Thịnh
- Xã Phúc An
- Xã Phúc Ninh
- Xã Tân Hương
- Xã Tân Nguyên
- Xã Thịnh Hưng
- Xã Tích Cốc
- Xã Văn Lãng
- Xã Vĩnh Kiên
- Xã Vũ Linh
- Xã Xuân Lai
- Xã Xuân Long
- Xã Yên Bình
- Xã Yên Thành